# 段文凝
段文凝 （1983年5月4日—），是在日本活动的中国籍女主持人。身高160厘米，血型B型。2011年4月早稻田大学大学院政治学研究科新闻学科硕士入学，2015年3月毕业。
原中国天津电视台主持人。2011年3月开始，和藤原纪香、陳淑梅、胡兵、周韦彤、阿部力、田中直树、北乃纪伊等担任NHK教育频道《看电视学中文》节目的主持人。
2011年10月，担任东京电影节“东京·中国电影周”的会场主持人。2012年7月出版《凝视日本》（原名：日本が好き！）。

## 出演

### 电视节目（常规出演）
- 《看电视学中文》（テレビで中国語），NHK教育频道（2011年4月-2017年3月）
- 《NHK高校讲座 英语会话Ⅰ》，NHK教育频道（2013年4月）

### 广播节目（常规出演）
- 《段段段文凝的噼里啪啦电话》，日本国际广播电台
- 《吉田照美 飛べ!サルバドール》，文化放送（2013年5月2日）
- 《从枥木向世界飞跃》（栃木から世界へジャンプ！ （页面存档备份，存于）），FM枥木（2013年9月27- ）

### 电视广告
- 松本清药局（マツモトキヨシ）（2013年）

### 平面广告
- TECC汉语交流能力测试 （页面存档备份，存于）

### 配音
- 《强制归国～被遗忘的新娘们～》（強行帰国〜忘れ去られた花嫁たち〜）,TBS電視台
- 《Sawaii Style》，TBS電視台

### 讲座
- 《中国语讲座·马上就能说出口的短句》（中国語講座 すぐに使える短いフレーズ），山田電機电脑网络教室
- “WENYOU·Salon de Duan”（文友 サロン・ド・ダン），フェザンレーヴ

### 网络直播
- NHK华语视界18:00（2019年1月15日 - ）

## 出版物

### 著作
- 《凝视日本》（日本が好き！），PHP研究所
- 《与小段开始学中文！》（段ちゃんと！　はじめての中国語），日本文艺社

### DVD写真集
- 《段文凝 我的冒险旅行日记》（段文凝 私的探求旅日記），Pony Canyon

### 教材配音
- 《读！说！掌握中国语基础的26个要领》（読める！話せる！26のコツで身につく中国語の基本），日本経済新聞出版社（日语：日経BP）
- 《从基础学起的中国语<发音和语法>》（基礎から学べる中国語＜発音と文法＞），PHP研究所

### 特别报道
- 东京流行通讯 特别增刊：https://web.archive.org/web/20130613045120/http://img.tokyo-fashion.net/feature/054/gb.html